# Modèle de bien-être psychologique à six dimensions
Pour un article plus général, voir Santé mentale.
Le Modèle de bien-être psychologique à six dimensions est une théorie développée par Carol Ryff (en), établissant six dimensions qui contribuent au bien-être psychologique d'une personne, à son bonheur  et à la plénitude personnelle. Le bien-être psychologique est basé sur les relations positives avec autrui, la maîtrise de soi, l'autonomie, un sentiment de but et de sens à sa vie, et sur le développement personnel. Le bien-être psychologique est atteint en atteignant un état d'équilibre face aux évènements éprouvants et gratifiants de la vie.

## Six dimensions
Le modèle de Ryff n'est pas basé sur la simple sensation d'être heureux, mais est basé sur l'Éthique à Nicomaque d'Aristote, « où le but de la vie n'est pas de se sentir bien, mais à la place mener une vie vertueuse ». On considère six dimensions comme éléments clés du bien-être psychologique :
1. L'acceptation de soi
2. Le développement personnel
3. Le sens de la vie
4. La maîtrise de l'environnement
5. L'autonomie
6. Les relations positives avec autrui

## Mesure
L'échelle de Ryff est un inventaire psychométrique basé sur deux formes (soit 54 ou 84 points) pour lesquels les répondants évaluent les déclarations sur une échelle de 1 à 6, où 1 indique entièrement d'accord. L'échelle de Ryff est basée sur six dimensions, à savoir l'autonomie, la maîtrise de l'environnement, le développement personnel, les relations positives, donner du sens à sa vie et l'acceptation de soi. Un score total élevé fait état d'un bien-être psychologique. Chaque critère est expliqué ci-dessous, accompagné d'un exemple de déclaration tirée de l'inventaire de Ryff afin de mesurer chaque critère.
1. L'autonomie : Un score élevé indique que le répondant est indépendant et régule son comportement indépendamment des pressions sociales. Un exemple de déclaration pour ce critère pourrait être : « Je fais confiance à mes opinions, même quand elles vont à l’encontre du consensus »[1].
2. La maîtrise de l'environnement : Un score élevé indique que le répondant sait tirer profit des opportunités et possède une certaine maîtrise dans la gestion des facteurs et des activités environnementales, notamment la gestion des affaires courantes et la création de situations bénéfiques aux besoins personnels. Un exemple de déclaration pour ce critère pourrait être : « En général, je me sens responsable de la situation dans laquelle je vis. »[1].
3. Le Développement personnel : Un score élevé indique que le répondant continue de se développer, est favorablement réceptif aux nouvelles expériences et reconnaît sa propre amélioration sur la durée. Un exemple de déclaration pour ce critère pourrait être : « Je pense qu’il est important d’avoir de nouvelles expériences qui remettent en cause sa manière de se voir et de voir le monde »[1].
4. Les relations positives avec autrui : Un score élevé reflète l'engagement du répondant dans des relations authentiques avec les autres incluant une empathie réciproque, une intimité et de l'affection. Un exemple de déclaration pour ce critère pourrait être : « Les gens me décriraient comme une personne qui donne et qui a la volonté de partager son temps avec les autres »[1].
5. Le sens de la vie : Un score élevé reflète  la  conviction du répondant que la vie a un sens et des objectifs fortement orientés. Un exemple de déclaration pour ce critère pourrait être : « Certaines personnes errent sans buts dans la vie : ce n’est pas mon cas »[1].
6. L'acceptation de soi : Un score élevé reflète l'attitude positive du répondant face à lui-même. Un exemple de déclaration pour ce critère pourrait être : « J’apprécie la plupart des aspects de ma personnalité »[1].

## Applications et résultats de recherche

### Facteurs contributeurs

#### Facteurs contributeurs positifs
Un bien-être psychologique positif peut émerger de nombreuses sources différentes. Un mariage heureux est contributeur, par exemple, tout comme un emploi satisfaisant ou une relation authentique avec une autre personne. Lorsqu'un mariage comprend le pardon, des attentes optimistes, des pensées positives à propos de l'époux et de la gentillesse, celui-ci améliore significativement le bien-être psychologique. Une propension à un optimisme irréaliste et des auto-évaluations exagérées peuvent être utiles. Ces illusions positives sont particulièrement importantes lorsqu'un individu reçoit des retours négatifs menaçants, en cela que dans ces circonstances les illusions ouvrent le champ à l'adaptation afin de préserver son bien-être psychologique et sa confiance en soi (Taylor & Brown, 1988). L'optimisme peut également aider un individu à gérer ses efforts vers le bien-être.

#### Facteurs contributeurs négatifs
Le bien-être psychologique peut également être affecté négativement, comme cela peut être le cas dans un environnement de travail dégradant et peu intéressant, ou au sein de relations insatisfaisantes, ou avec des obligations peu épanouissantes. Les interactions sociales ont un fort effet sur le bien-être en cela que les débouchés négatifs des interactions sociales sont plus largement liées au bien-être que les débouchés positifs des interactions sociales. Les expériences traumatiques durant l'enfance diminuent le bien-être psychologique au cours de la vie adulte, et peuvent endommager la résistance psychologique chez les enfants, les adolescents et les adultes. Le sentiment de stigmatisation diminue également le bien-être psychologique, en particulier la stigmatisation en relation avec l'obésité et d'autres affections ou handicaps physiques.

### Les besoins psychologiques intrinsèques et extrinsèques
Une étude menée au début des années 1990 s'intéressant à la relation entre le bien-être et les aspects du fonctionnement positif mis en avant dans le modèle de Ryff indique qu'une personne qui aspirait davantage à un succès financier relatif qu'à l'affiliation aux autres ou à leur communauté obtenait un score plus bas sur de nombreuses mesures du bien-être.
Les individus qui se battent pour une vie définie par l'affiliation, l'intimité, et contribue à leur communauté peuvent être décrits comme aspirant à satisfaire leurs besoins psychologiques intrinsèques. À l'inverse, les individus qui aspirent à la richesse et aux possessions, à la reconnaissance sociale, à la célébrité, à l'image, ou au charme peuvent être décrits comme cherchant à satisfaire leurs besoins psychologiques extrinsèques. La force des aspirations intrinsèques (relatif à extrinsèque) d'un individu comme indiqué par le classement en fonction de l'importance est corrélé à une gamme de réponses psychologiques. Des corrélations positives avec indications de bien-être psychologique ont été  observées : des affects positifs, de la vitalité et un épanouissement personnel. Des corrélations négatives avec indications de mal-être psychologique ont été  observées : des affects négatifs, de la dépression et de l'anxiété.

### Les relations avec les autres
Une étude plus récente confirmant le notion de Ryff du maintien des relations positives avec autrui comme une façon de mener une vie pleine de sens incluait la comparaison des niveaux de satisfaction auto-déclarée et de bien-être subjectif (affect positif/négatif). Les résultats suggéraient que les personnes dont les actions avaient souligné des tendances au bonheur comme l'indiquait leur déclarations (ex : je recherche les situations qui mettent au défi mes compétences et mes capacités) affichaient des scores de bien-être subjectif et de satisfaction supérieurs aux participants ne possédant pas ces tendances. Les individus étaient regroupés selon leurs stratégies face au bonheur suivant leurs réponses à un Questionnaire d'Orientation face au Bonheur. Le questionnaire décrit et différencie les individus sur la base de trois orientations pouvant être choisies face au bonheur, bien que certains individus n'en poursuivent aucune. L'orientation « plaisir » décrit un chemin vers le bonheur qui est associé à l'adoption d'objectifs de vie hédonistes afin de satisfaire seulement ses besoins extrinsèques. L'orientation vers l'engagement et le sens de la vie décrit une poursuite du bonheur qui intègre deux construits de psychologie positive : « flux/engagement » et « bonheur/sens de la vie ». Les deux dernières orientations sont également associées avec l'aspiration à satisfaire ses besoins intrinsèques d'affiliation et de communauté. Elles sont amalgamées par Anić et Tončić  en un seul concept : « Eudamonia ». Mais surtout, elle produit également des échelles pour évaluer la santé mentale. Cette structure a fait l'objet d'un débat,, mais a généré de nombreuses recherches sur le bien-être, la santé et la vieillesse épanouie.

### Composants génétiques
Des différences individuelles chez les deux Eudaimonia globales, grossièrement identifiées avec le contrôle de soi et  avec les aspects d'Eudaimonia pourraient être héréditaires. Une étude met en évidence cinq mécanismes génétiques indépendants associés à ces aspects de Ryff de ce trait, menant à un construit génétique d'Eudaimonia en termes de contrôle de soi général. L'étude suggère également quatre mécanismes biologiques rendant possible les capacités psychologiques de but, d'assemblée, de développement et de relations sociales positives.

### La thérapie du bien-être
Selon Martin Seligman, les interventions positives permettant d'atteindre des expériences humaines positives ne doivent pas se faire aux dépens du mépris de la souffrance, des faiblesses et des troubles humains. Une thérapie basée sur les six éléments de Ryff a été développée par Fava et d'autres à cet égard.

## Voir également
- Aristote
- Bonheur
- Psychologie positive

## Pour aller plus loin
- Carol D. Ryff, « Beyond Ponce de Leon and Life Satisfaction: New Directions in Quest of Successful Ageing », International Journal of Behavioral Development, vol. 12,‎ 1989, p. 35-55
- Carol D. Ryff, « Happiness is everything, or is it? Explorations on the meaning of psychological well-being », Journal of Personality and Social Psychology, vol. 57, no 6,‎ 1er janvier 1989, p. 1069–1081 (DOI 10.1037/0022-3514.57.6.1069, lire en ligne)
- Carol D. Ryff et Corey Lee M. Keyes, « The Structure of Psychological Well-Being Revisited », Journal of Personality and Social Psychology, vol. 69, no 4,‎ 1995, p. 719-727 (lire en ligne)